# Kraftwerk Andelsbuch
Kraftwerk Andelsbuch är ett vattenkraftverk i Österrike.   Det ligger i distriktet Bregenz och förbundslandet Vorarlberg, i den västra delen av landet, 500 km väster om huvudstaden Wien. Kraftwerk Andelsbuch ligger 562 meter över havet. Det ligger vid sjön Stauweiher.
Terrängen runt Kraftwerk Andelsbuch är kuperad åt nordväst, men åt sydost är den bergig. Kraftwerk Andelsbuch ligger nere i en dal. Runt Kraftwerk Andelsbuch är det ganska tätbefolkat, med 144 invånare per kvadratkilometer.. Närmaste större samhälle är Dornbirn, 10,2 km väster om Kraftwerk Andelsbuch. 
I omgivningarna runt Kraftwerk Andelsbuch växer i huvudsak blandskog.